# Zoborožec indický
Zoborožec indický (Ocyceros griseus) je druh zoborožce endemického Západnímu Ghátu a přilehlým pohořím jižní Indie.  

## Systematika
Zoborožce indického formálně popsal v roce 1790 anglický přírodovědec John Latham. Druhové jméno griseus v latině znamená „šedý“. Druh se řadí do rodu Ocyceros; jedná se o monotypický taxon.
Původně byl považován za konspecifický (náležící ke stejnému druhu) k zoborožci srílanskému (Ocyceros gingalensis), avšak oba druhy se liší opeřením, tvarem nosních dírek i zbarvením neopeřených částí těla jako je oční kroužek.

## Výskyt
Zoborožec indický se endemicky vyskytuje v pohoří Západní Ghát, které se rozprostírá na jihozápadě Indického subkontinentu. Areál výskytu se pohybuje od mořského pobřeží v 50 m n. m. až do hor vysokých 1500 m n. m. Habitat druhu tvoří tropické vlhké stálezelené pralesy. Může se objevit i v zahradách nebo plantážích, zvláště pokud jsou v blízkosti lesa.

## Popis

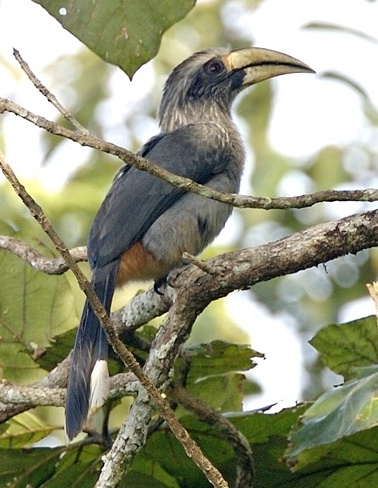
Samice, kterou lze rozpoznat podle černé skvrny na spodní čelisti

Jedná se o menší druh zoborožce dosahující délky těla kolem 45 cm. Výrazný dlouhý zobák je mírně natočený dolů, na horní čelisti je posazena nízká přilbice. Zobák je u kořene oranžový, jinak žlutý. Kolem oka se nachází neopeřený kroužek odhalené černé kůže. Duhovky jsou červenohnědé, nohy šedé. Hlava, krk a svrchní část těla jsou tmavě šedé, široká obočí je bílé. Spodina je světleji než svrchní část těla. Břicho je bílé, podocasní krovky rezavé. Ruční a loketní letky jsou černohnědé, přičemž ruční letky mají bílé báze a konečky. Ocas je černavě šedý; většina ocasních per má bílé konečky s výjimkou prostředních dvou. Samici lze rozpoznat podle menší velikosti těla a výrazně menší přilbice. Samičin zobák je bledší než samcův a po stranách báze spodní čelisti a na přilbici se vyskytují černé skvrny.

## Biologie
Létá pomocí silného třepotavého hlasitého letu, který kombinuje s letem klouzavým. Živí se převážně ovocem a bobulemi. Během hnízdění tvoří většinu potravy plody vavřínovitých (Actinodaphne sp.) a olivovníkovitých (olivovník, Olea sp.). Mimo hnízdění pojídá hlavně fíky. Může někdy sezobnout i květy, větší hmyz, menšího plaza nebo letouna (konkrétně byla pozorována predace na kaloni krátkonosém (Cynopterus sphin)). Jedná se o stálý druh, avšak může se čile pohybovat napříč lesem při hledání potravy. Hlasově se projevuje velmi často až nepřetržitě. Vydává různé typy skřehotání, chichotání až připomínající předstíraný smích, které prostřídává s chraptivým kdákáním připomínající až krákání či chrochtání.

### Hnízdění

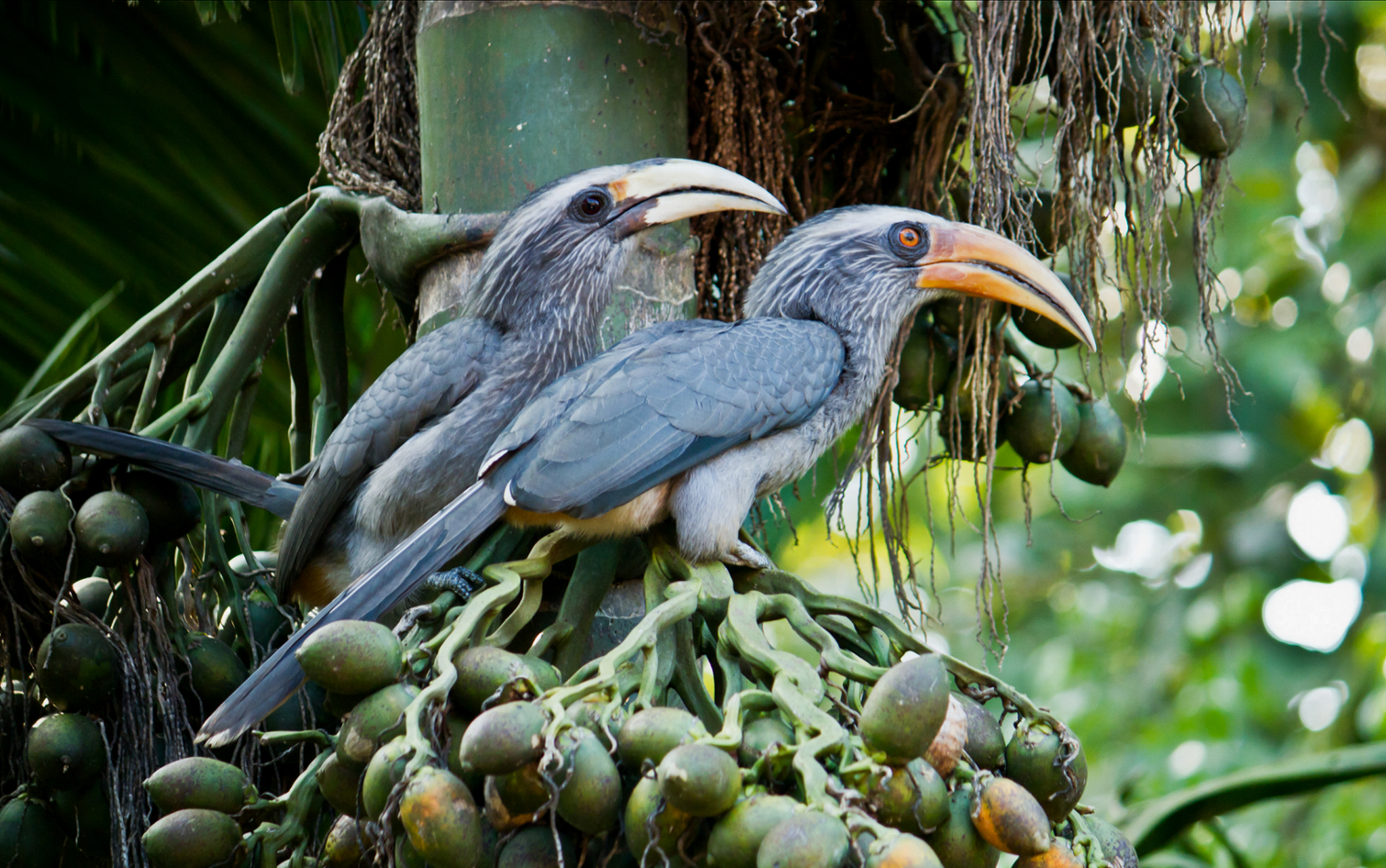
Samice (vlevo) a samec

Jedná se o monogamního zoborožce, jenž hnízdí v dutinách stromů. Většinou se jedná o přirozené dutiny, může však zahnízdit i v dutinách vydlabaných jinými ptáky. Pár zoborožců indických může využít tu samou hnízdní dutinu rok co rok. Samice začne s kladením vajec v první polovině roku (leden až květen). Před kladením vajec se na hnízdě zazdí směsí trusu a dalších materiálů. Klade 2–4 vejce přímo na dno dutiny, které pak inkubuje po dobu kolem 40 dní. Po narození mláďat zůstává matka se svými potomky dále na hnízdě po cirka 46 dní, načež společně opouští hnízdo. Po celou dobu hnízdění jsou samice a později i mláďata krmeni samcem. Celý hnízdní cyklus v průměru zabírá kolem 84–89 dní.

## Ohrožení a početnost
Mezinárodní svaz ochrany přírody (IUCN) považuje zoborožce indického za zranitelný druh, jehož populace klesá. Za jednu z příčin poklesu populace se považuje ztráta přirozeného prostředí, nicméně poklesy byly zaznamenány i v chráněných oblastech, kde ke kácení lesa nedochází. Důvodem populačních úbytků v těchto chráněných zónách jsou neznámé.